# Pochazia marginalis
Pochazia marginalis är en insektsart som beskrevs av Melichar 1914. Pochazia marginalis ingår i släktet Pochazia och familjen Ricaniidae. Inga underarter finns listade i Catalogue of Life.